# Stara Synagoga w Grójcu
Stara Synagoga w Grójcu – drewniana bożnica zbudowana w 1797, przy obecnej ul. Lewiczyńskiej, zaraz po utworzeniu gminy żydowskiej. Synagoga spłonęła w 1812. Według wpisu w Księdze hipotecznej wynika, że bożnica została odbudowana około 1816.
Modrzewiowa orientowana synagoga była posadowiona na planie prostokąta. Ściany o konstrukcji zrębowej z lisicami z zewnętrznym odeskowaniem imitującym ścianę murowaną. Budynek przekryto dachem dwuspadowym z dużym okapem wzdłuż ścian bocznych. W szczycie zachodnim zbiźnione okna o półkolistych nadprożach nawiązujące do Tablic Przykazań z trzecim, półkolistym oknem nad nimi.  

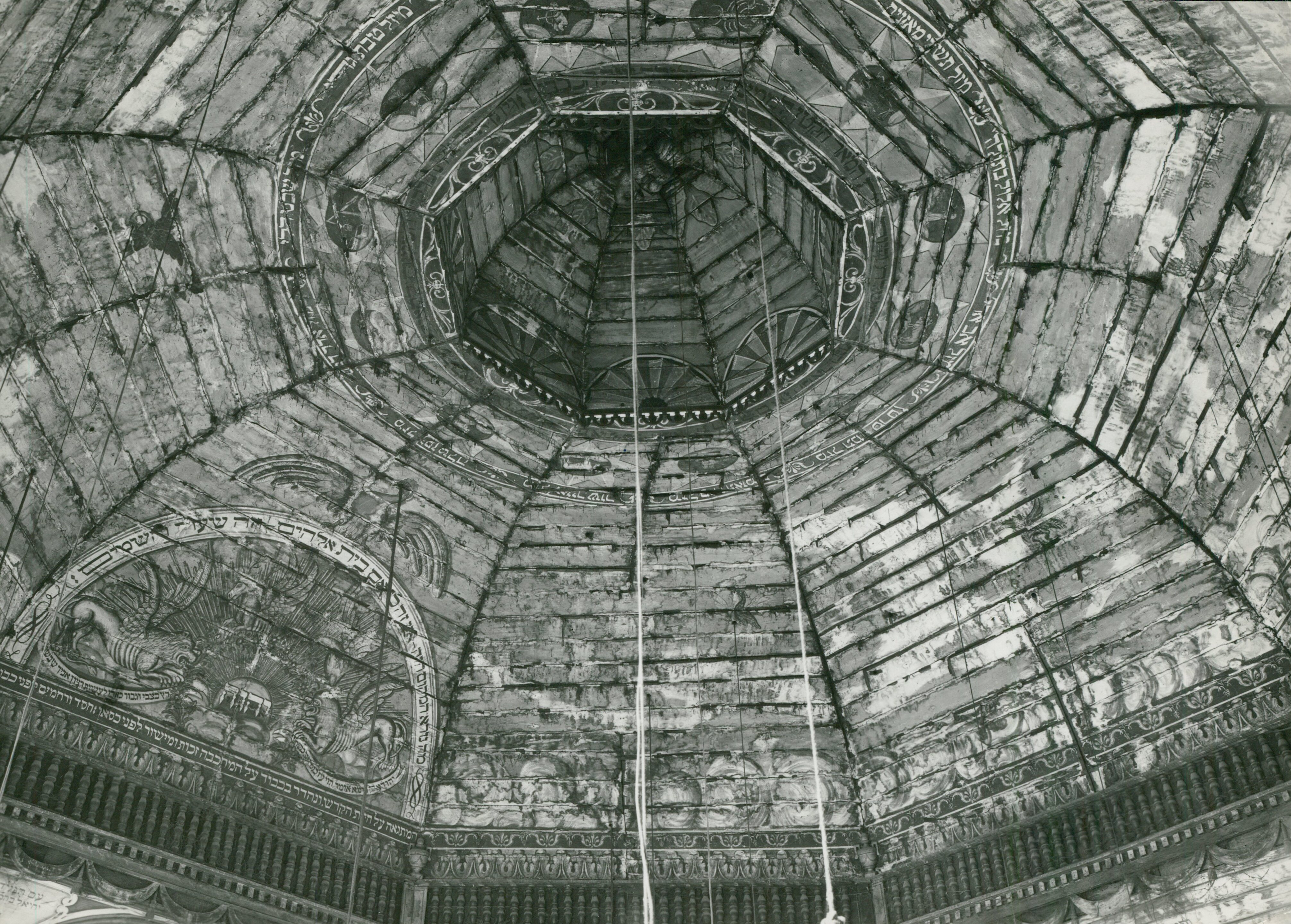
Wnętrze kopuły, ok. 1936 rok, fot. Szymon Zajczyk

Sala główna kwadratowa była poprzedzona sienią z wydzielonym przedsionkiem dla kobiet, nad którym znajdowały się dwie kondygnacje pomieszczeń, z których co najmniej jedno było babińcem. Sala przekryta była ośmioboczną dwukondygnacyjną kopułą. Przy ścianie zachodniej znajdowały się dwie galerie dla chederu. Bimę tworzyło ośmioboczne podwyższenie otoczone balustradą między słupkami.
Aron ha-kodesz tworzyła szafa z nadstawą, ujęta w dwie kolumny, między którymi namalowano rozsuniętą zasłonę.
Wewnątrz, na ścianach sali głównej znajdowały się bogate polichromie wykonane przez Dawida Friedländera. Podkreślały strukturę sklepienia przez namalowane obramienia, ząbkowania, girlandy, „okna” imitowały detal architektoniczny. Na ścianie zachodniej, ponad galerią dla chederu powstał wolny pas podzielony przez lisice na trzy pola. Środkowe nad drzwiami wypełniał kartusz podtrzymywany przez parę lwów, lewe było ilustracją Psalmu 137: „Nad rzekami Babilonu”, a prawe wypełniał widok budowli (być może wyobrażenie Świątyni Jerozolimskiej. Dawid Friedländer był także projektantem całego budynku synagogi.
Podczas II wojny światowej, w 1939, niemieccy okupanci zdewastowali synagogę, a następnie rozebrali. Po wojnie synagogi nie odbudowano.
Synagoga graniczyła z nowszą synagogą oraz drewnianym domem rabina, który zachował się i pełni funkcje mieszkalne.